# Älvsjö (postort)
Älvsjö är den äldsta nu existerande postorten i Söderort inom Stockholms kommun. Postorten Liljeholmen, som inrättats redan 1863, upphörde 1950. 
Den inrättades 1880 i dåvarande Brännkyrka landskommun, med första postkontoret kombinerat med järnvägsstationen. Stavningen ändrades från  Elfsjö till Älfsjö 1911 samt till nuvarande 1928. Postnumren ligger i serien 125 XX.
Postorten omfattar förutom Älvsjö även Örby, Örby Slott, Liseberg, Östberga, Långbro, Långsjö, Herrängen samt delar av Solberga.

## Postkontor

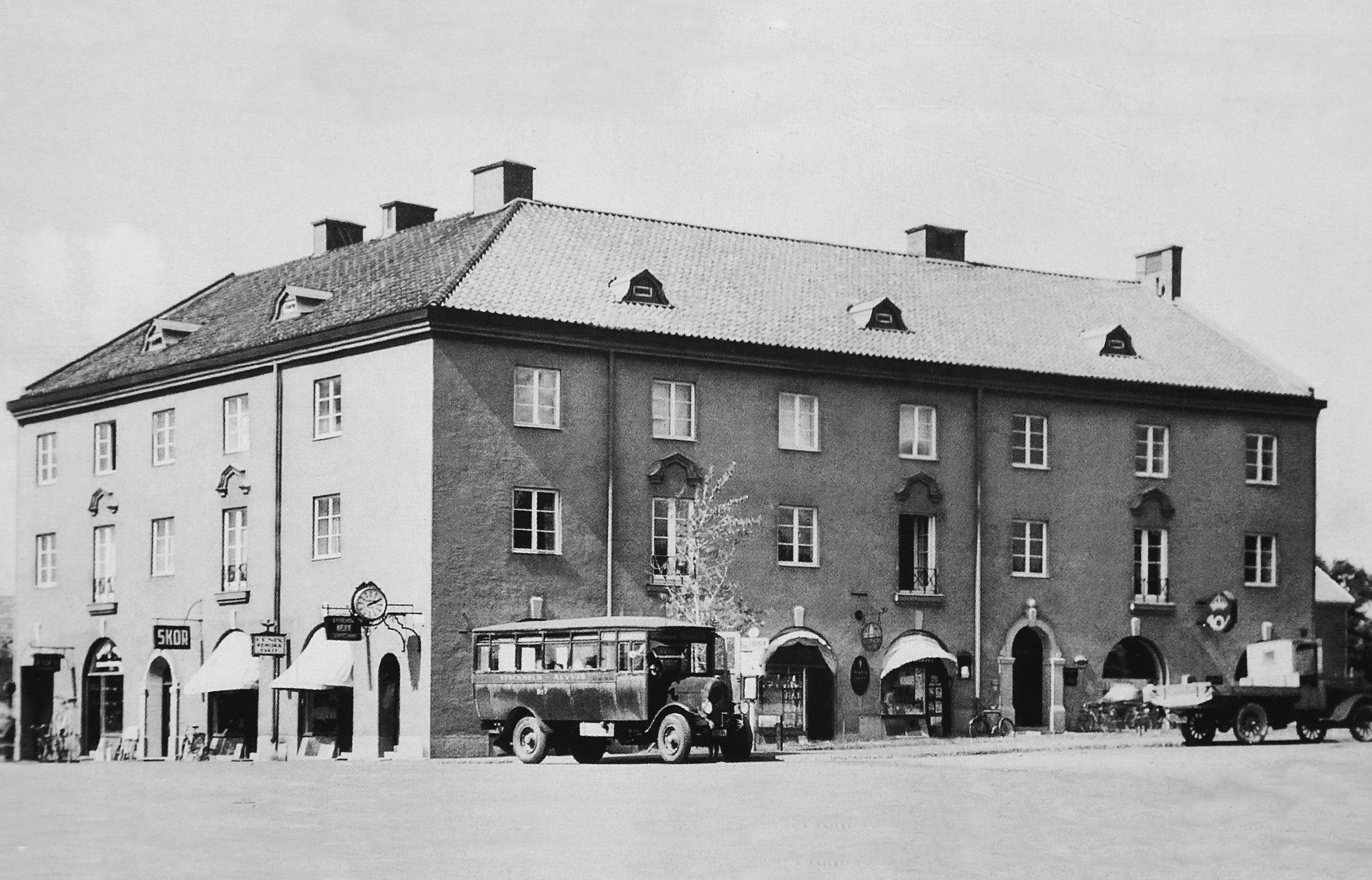
När postkontoret låg i Klingska huset (längst till höger), 1930-tal.

Det har funnits fem postkontor, numrerade Älvsjö 1 - Älvsjö 5.
- Älvsjö 1 (Solberga), var det första kontoret och öppnades då i Älvsjö station den 1 januari 1880. 1933 flyttade kontoret till Johan Skyttes väg 200 (i Klingska huset) och runt år 1947 gick flytten till Älvsjövägen 5 och från 1985 låg postkontoret på Johan Skyttes väg 192.
- Älvsjö 2 (Örby) öppnade 1 juli 1933 och har legat på flera ställen på Gamla Huddingevägen i Örby. Sista adressen blev Gamla Huddingevägen 431, kontoret lades ned 1997.
- Älvsjö 3 (Långsjö) öppnade 1 december 1933 på Gullrisstigen 8A, och sedan på några olika adresser tills nedläggningen 1993, sista adress var Svartlösavägen 181.
- Älvsjö 4 (Herrängen) öppnades på Aklejavägen 16 23 april 1951, och lades ned mars 1975.
- Älvsjö 5 (Östberga), öppnades 1960 på Stamgatan 45, men flyttade 1980 till Stamgatan 4.